# Loitz
Loitz er en by og kommune i det nordøstlige Tyskland, beliggende i Amt Peenetal/Loitz i den vestlige del af Landkreis Vorpommern-Greifswald. Landkreis Vorpommern-Greifswald ligger i delstaten Mecklenburg-Vorpommern.

## Geografi
Loitz er beliggende i den vestlige del af Vorpommern ved floden Peene og dens nedre moselandskab. Øst for byen munder den fra nord kommende flod Schwinge ud i Peene. I nærheden af landsbyen Drosedow ligger skovområdet Drosedower Wald og Naturschutzgebiet Kronwald.
Omkringliggende byer er Demmin, Greifswald, Jarmen og Grimmen. Nabokommuner til Loitz er (med uret): Süderholz, Sassen-Trantow, Bentzin, Tutow, Kletzin, byen Demmin, Nossendorf og Glewitz.

### Landsbyer
I kommunen ligger ud over Loitz, landsbyerne:
| - Drosedow - Düvier - Gülzowshof - Nielitz | - Rustow - Schwinge - Sophienhof - Vorbein | - Voßbäk - Wüstenfelde - Zarnekla - Zeitlow |

## Eksterne kilder og henvisninger
- Wikimedia Commons har flere filer relateret til Loitz
- Byens websted
- Befolkningsstatistik mm (Webside ikke længere tilgængelig)